# Mártires de Tolpuddle

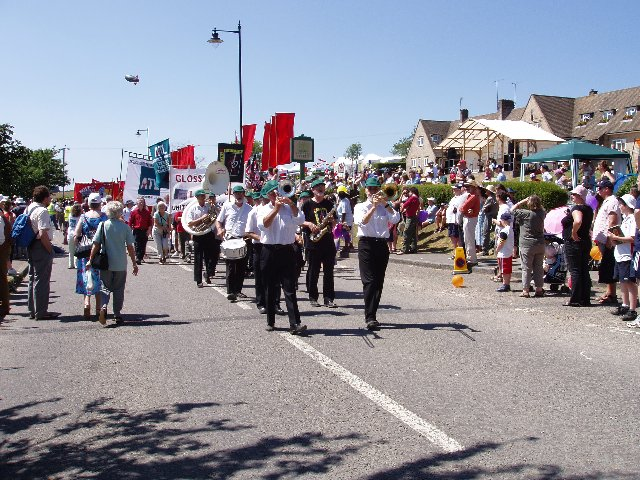
Conmemoración del día de los Mártires de Tolpuddle en 2005.

Los Mártires de Tolpuddle fueron un grupo de trabajadores de Gran Bretaña que en 1834 fueron apresados y condenados por haber hecho un juramento secreto como integrantes de la Sociedad Mutua de Obreros Agrícolas. 
Los estatutos de esta sociedad eran los de una organización gremial de ayuda mutua, que operaba como una organización solidaria de beneficencia. Sin embargo, al mismo tiempo la Sociedad Mutua de Obreros Agrícolas tenía claros elementos que la caracterizaban como un sindicato de trabajadores. Los Mártires de Tolpuddle fueron en consecuencia sentenciados a la deportación a una colonia penal en Australia.

## Eventos históricos
La Combination Act de 1799, una ley para "prevenir las asociaciones ilegales de trabajadores", ilegalizó los sindicatos de trabajadores; en 1824 la prohibición fue derogada y algunos sindicatos pudieron funcionar legalmente, aunque para tratar de evitar las huelgas, la Combination Act de 1825 reintrodujo las prohibiciones. 
En 1832, el año de la Reform Act', que amplió el derecho a voto, aunque sin llegar al sufragio universal, seis trabajadores de Tolpuddle, en Dorset, fundaron la Sociedad Mutua de Obreros Agrícolas para protestar por de la baja gradual de los salarios desde 1830. Ellos decidieron no trabajar por menos de 10 chelines a la semana, en un momento en que los salarios estaban en 7 chelines y había la posibilidad inminente de una reducción a 6. La sociedad era dirigida por George Loveless, un predicador de la Iglesia Metodista local, y se reunía en la casa de Thomas Standfield. 
En 1834, James Frampton, un terrateniente local, escribió al primer ministro, Lord Melbourne, para quejarse de la sociedad, invocando una oscura ley de 1797 que prohibía los juramentos entre personas, tales como aquellos que los socios de la mutua habían hecho. James Brine; James Hammett; George Loveless; un hermano de George, James Loveless; el cuñado de George; Thomas Standfield, y el hijo de Thomas, John Standfield, fueron arrestados, declarados culpables y enviados a Australia.
Al ser sentenciado a siete años, George Loveless escribió en un pedazo de papel lo siguiente:

¡Dios es nuestra guía! del campo, de las olas, 
del arado, del yunque y del telar;
Vamos: ¡A salvar los derechos de nuestro país! 
Y a denunciar la condena de un grupo de tiranos:
Levantamos la consigna de libertad; 
¡Sí seremos, sí seremos, sí seremos libres!

Los Mártires llegaron a ser héroes muy populares. Con el apoyo del entonces secretario del Interior, Lord John Russell, en 1836 fueron liberados, con la excepción de James Hammett. Cuatro de los seis retornaron entonces a Gran Bretaña y desembarcaron en Plymouth. Una placa al lado de los Escalones del Mayflower en el área histórica de Barbican, en Plymouth, conmemora el hecho.
Hammett fue liberado en 1837. Los demás viajaron, primero a Essex, luego a London (Ontario), en Canadá, donde hay actualmente un monumento en su honor, y se dio su nombre a un complejo de las cooperativas y sindicatos. Fueron sepultados en un pequeño cementerio de esa ciudad. Por su parte, Hammett se estableció en Tolpuddle. Murió en el hospicio de Dorchester, en 1891.

## Memoria

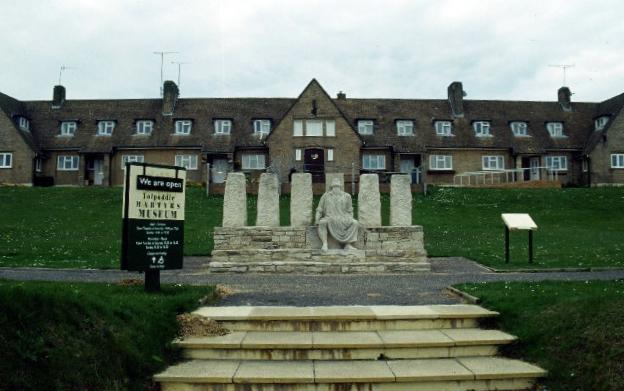
Museo de los Mártires de Tolpuddle.

Un monumento fue erigido en honor de los Mártires en Tolpuddle, en 1934, y una escultura fue erigida en 2001, frente al Museo de los Mártires allí.
Un festival anual se celebra también en Tolpuddle, la tercera semana de julio, organizado por el Trades Union Congress (TUC, el congreso de los sindicatos británicos); se llevan a cabo allí un desfile de banderas sindicales, un servicio conmemorativo, discursos y presentaciones musicales. En los festivales recientes han hablado figuras como Tony Benn y han actuado músicos como Billy Bragg y otros de diferentes partes del mundo.
El caso de los Mártires de Tolpuddle ha enriquecido la historia del sindicalismo y su significado se ha debatido desde que Sidney Webb y Beatrice Webb escribieron su Historia del sindicalismo (1890) hasta la actualidad, con obras como la de Bob James Trato gremial o misterio (2001). 
Los Mártires de Tolpuddle fueron el tema de la película Camaradas (1987), dirigida por Bill Douglas.
Hay calles con su nombre en:
- Islington, norte de Londres.
- Taunton, Somerset.
- Allerton, Liverpool.

## Galería

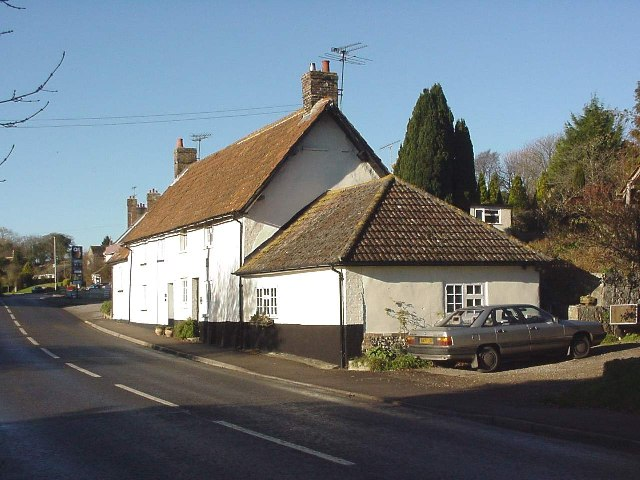
Cabaña de George Loveless.
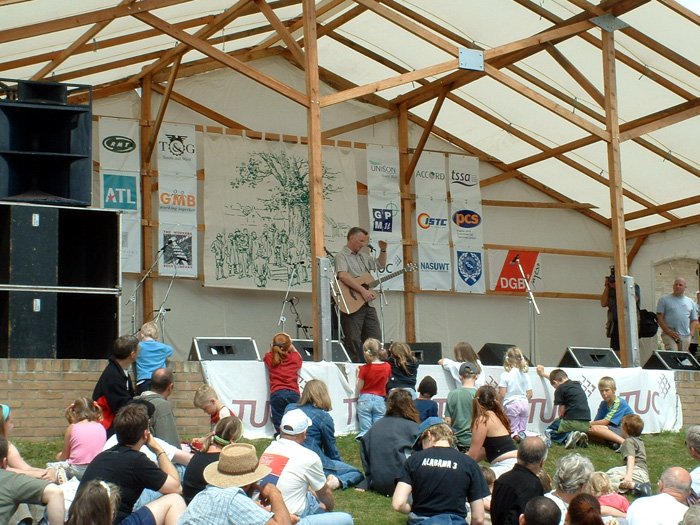
Actividad durante el Festival de los Márires de Tolpuddle en 2004.
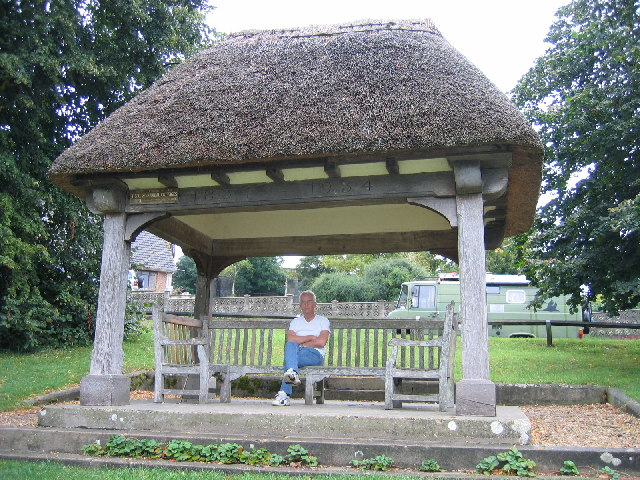
Refugio conmemorativo erigido en 1934 en Tolpuddle.